# Модест Йерусалимски
Вижте пояснителната страница за други личности с името Модест.
Модест е епископ на Йерусалим от VI век, обявен за светец от Християнската църква.

## Биография
Роден е през 537 година в град Севастия Кападокийска, в Мала Азия. Родителите му починали когато бил само на 5 месеца. Бил е настоятел на обителта на свети Теодосий Велики, основата през IV век, в Палестина.
През 614 година персийският цар Хозрой Втори предприема опустошително нашествие в Сирия и Палестина с цел да изтреби християните. Патриарх Захарий Йерусалимски заедно с много хора са взети в плен. Избити са 90 000 християни и са разрушени християнски храмове. В това време на свети Модест е поверено управлението на Палестинската църква. Той събира грижливо останките на избитите монаси и с почести ги полага в гробница. Възстановява гроба Господен, както и Голготския и Витлеемски храм.
Достига дълбока старост, като умира на 97 години на 18 декември 634 година.
Православната християнска църква почита светеца на 18 декември.
В България Свети Модест се тачи предимно в Пиринска Македония, Родопите и Странджа. Според народните вярвания Свети Модест, наравно със Свети Георги, е покровител на земеделци и овчари, на едрия впрегатен добитък. Преданието разказва, че именно той научил хората как да впрягат воловете и да орат нивите. Почитат го и овчарите.
Иконите изобразяват свети Модест или с два впрегнати вола, или със стадо овце.